# Villa Leidi
Villa Leidi o, più propriamente, Villa e giardino Leidi-Sestini, è una villa che si trova a Bergamo, in viale Vittorio Emanuele II.

## Storia
L'edificio fu costruito dal celebre architetto milanese Giovanni Muzio con uno stile di «moderato tradizionalismo» e un interessante «utilizzo in funzione antiretorica degli elementi dell'architettura classica». La villa venne inaugurata nel 1935.
Il 9 ottobre 1995 la villa e il giardino sono stati dichiarati «di interesse particolarmente importante» ai sensi della legge n. 1089 del 1º giugno 1939 dal Ministero per i beni culturali e ambientali e quindi sottoposti alle relative norme di tutela.

## Architettura
Villa Leidi è costituita da un edificio residenziale sui terrazzamenti ai piedi delle vecchie mura di Bergamo, su un terreno fortemente scosceso. Ciò comportò notevoli problemi di natura sia tecnica che strutturale, per la cui soluzione Muzio si avvalse dell'ingegnere bergamasco Giuliano Gavazzi. Ne risultò una costruzione composta da due corpi, uno parallelo all'andamento delle mura e che asseconda la pendenza del terreno verso valle, l'altro più basso e compatto, perpendicolare al primo, quasi ne fosse un contrafforte. Mentre la villa è composta da due appartamenti sovrapposti, dal punto di vista planimetrico è invece distribuita su quattro livelli, non sovrapposti ma a scalare fra di loro; sul retro presenta un piccolo atrio a cielo aperto che immette nel vasto giardino con la grande serra.
Architettonicamente la villa mostra una parte inferiore in pietra a vista, come a voler sottolineare la presenza di un robusto zoccolo artificiale/naturale, e una parte superiore intonacata più leggera, in corrispondenza dei due appartamenti. La facciata lungo la strada è particolarmente movimentata grazie all'inserimento di una serie di vetrate ad archi possenti nella parte in pietra, che si ripetono poi nella decorazione ad archi ciechi assai più tenui della parte intonacata, in cui la sequenza di terrazze e pergolati alleggerisce ulteriormente lo sviluppo verso l'alto dell'edificio.